# SJU
SJU was een Utrechtse concertzaal voor jazz en geïmproviseerde muziek. Daarnaast besteedde het aandacht aan onder meer funk, hiphop, soul en wereldmuziek. In 2011 is de zaal om bedrijfseconomische redenen gesloten en enkel als stichting verdergegaan met het organiseren van concerten op andere locaties.

## Achtergrond
SJU was, samen met het Bimhuis, een van de oudste jazzpodia in Nederland met een jaarlijks bezoekersaantal van rond de 30.000. Het podium was niet enkel een concertpodium, maar functioneerde ook als educatief centrum waar workshops, lezingen en andere randevenementen plaatsvonden die gerelateerd zijn aan de koers van de muziek die de organisatie programmeert. Het nam onder andere deel aan jaarlijkse festivals als Jazz-a-Palooza, Fire in the City en Utrechts Jazz Fest.
In 2013 staat in Utrecht de opening van TivoliVredenburg gepland waarbij de concertpodia SJU, Tivoli en Muziekcentrum Vredenburg onder één dak gehuisvest zouden gaan worden.